# Fred Allen (monteur)
Pour les articles homonymes, voir Fred Allen et Allen.
Fred Allen, né à Petaluma (Californie) le 16 décembre 1896 et mort à Los Angeles (Californie) le 22 mai 1955, est un monteur américain, aussi réalisateur et scénariste occasionnel.

## Biographie
Fred Allen est actif au cinéma de 1921 à 1955 et a travaillé comme monteur sur plus de 100 films. Dans les films muets, il a collaboré avec Mack Sennett et Thomas H. Ince. Il a travaillé principalement chez Republic Pictures et RKO Radio Pictures.
Il a réalisé sept films, tous des westerns.

## Filmographie partielle

### En tant que monteur
- 1922 : Bulldog Courage d'Edward A. Kull
- 1936 : Pepper de James Tinling
- 1936 : La Folle Héritière (Under Your Spell) d'Otto Preminger
- 1936 : Every Saturday Night de James Tinling
- 1937 : Charlie Chan aux Jeux olympiques (Charlie Chan at the Olympics) de H. Bruce Humberstone
- 1937 : One Mile from Heaven d'Allan Dwan
- 1938 : Les Aventures de Marco Polo (The Adventures of Marco Polo) d'Archie Mayo
- 1940 : Poings de fer, cœur d'or (Sailor's Lady) d'Allan Dwan
- 1941 : Sleepers West d'Eugene Forde
- 1941 : Dressed to Kill d'Eugene Forde
- 1942 : The Man Who Wouldn't Die de Herbert I. Leeds
- 1942 : The Loves of Edgar Allan Poe de Harry Lachman
- 1943 : Guadalcanal (Guadalcanal Diary) de Lewis Seiler
- 1944 : Charlie Chan in The Chinese Cat (en) de Phil Rosen
- 1945 : La Femme du pionnier (Dakota) de Joseph Kane
- 1947 : L'Amour d'un inconnu (Love from a Stranger) de Richard Whorf
- 1947 : Musique aux étoiles (Calendar Girl) d'Allan Dwan
- 1947 : La Brigade du suicide (T-Men) d'Anthony Mann
- 1948 : Le Balafré (Hollow Triumph) de Steve Sekely
- 1949 : Le Livre noir (Reign of Terror ou The Black Book) d'Anthony Mann
- 1951 : La Femme à abattre (The Enforcer) de Bretaigne Windust
- 1953 : La Femme qui faillit être lynchée (Woman They Almost Lynched) d'Allan Dwan
- 1953 : Sweethearts on Parade d'Allan Dwan
- 1953 : Traqué dans Chicago (City That Never Sleeps) de John H. Auer
- 1953 : Madame voulait un manteau de vison (The Lady Wants Mink) de William A. Seiter
- 1954 : Ultime Sursis (Make Haste to Live) de William A. Seiter
- 1955 : Pavillon de combat (The Eternal Sea) de John H. Auer

### En tant que réalisateur
- 1926 : Savage Passions
- 1931 : Freighters of Destiny
- 1932 : Partners
- 1932 : The Saddle Buster (en)
- 1932 : Ghost Valley
- 1932 : Beyond the Rockies (en)
- 1932 : Duke le rebelle (Ride Him, Cowboy)
- 1933 : The Mysterious Rider (en)